# La lección de August
La lección de August (título original en inglés Wonder) es un libro estadounidense juvenil escrito por Raquel Jaramillo Palacio. Fue publicado en febrero de 2010 Este libro fue traducido a varios idiomas.

## Sinopsis
August  Pullman es un niño de 10 años que nació con el Síndrome de Treacher Collins, un trastorno genético caracterizado por malformaciones craneofaciales. Sus padres lo sobreprotegen y lo tratan como a un niño pequeño, lo que hace que algunas veces, su hermana mayor, Olivia, se sienta desplazada. Debido a varias intervenciones quirúrgicas y a los cuidados requeridos, nunca ha asistido al colegio, recibiendo enseñanza doméstica por parte de su madre. 
Un día, sus padres discuten si August debe comenzar la escuela secundaria o no, decidiendo finalmente que debe asistir. El director del colegio Beecher les pide a tres estudiantes que asistan a la institución para mostrársela a August: Jack Will, Julian Albans y Charlotte Cody. Allí, el niño debe enfrentarse al rechazo inicial que su aspecto produce en sus compañeros. August aprenderá a sobreponerse a todas las dificultades, ya que tendrá el apoyo de su familia y sus amigos, Jack y Summer.
El libro está dividido en ocho partes, porque se cuenta la misma historia desde la perspectiva de distintos personajes: el propio August (aparece tres veces); su hermana Olivia; Summer, su mejor amiga; Jack, su mejor amigo; Justin, el novio de su hermana; y Miranda, la amiga de la infancia de Olivia.

## Filmografía
En noviembre de 2017 se estrenó una película homónima basada en este libro, cuya dirección corrió a cargo de Stephen Chbosky, y que cuenta en el reparto con el joven actor Jacob Tremblay en el papel de August, y Julia Roberts y Owen Wilson como sus padres.